# Desa Sukanagara (administrativ by i Indonesien, Banten)
Desa Sukanagara är en administrativ by i Indonesien.   Den ligger i provinsen Banten, i den västra delen av landet, 70 km sydväst om huvudstaden Jakarta.